# Marion (Wisconsin)
Marion és una població dels Estats Units a l'estat de Wisconsin. Segons el cens del 2000 tenia 1.297 habitants.

## Demografia
Segons el cens del 2000, Marion tenia 1.297 habitants, 581 habitatges, i 367 famílies. La densitat de població era de 236,2 habitants per km².
Dels 581 habitatges en un 25,6% hi vivien nens de menys de 18 anys, en un 53,4% hi vivien parelles casades, en un 7,4% dones solteres, i en un 36,7% no eren unitats familiars. En el 32,5% dels habitatges hi vivien persones soles el 19,3% de les quals corresponia a persones de 65 anys o més que vivien soles. El nombre mitjà de persones vivint en cada habitatge era de 2,23 i el nombre mitjà de persones que vivien en cada família era de 2,82.
Per edats la població es repartia de la següent manera: un 21,2% tenia menys de 18 anys, un 7,9% entre 18 i 24, un 26,4% entre 25 i 44, un 21,8% de 45 a 60 i un 22,7% 65 anys o més.
L'edat mediana era de 41 anys. Per cada 100 dones de 18 o més anys hi havia 87,9 homes.
La renda mediana per habitatge era de 32.344 $ i la renda mediana per família de 41.688 $. Els homes tenien una renda mediana de 29.279 $ mentre que les dones 21.974 $. La renda per capita de la població era de 18.391 $. Aproximadament el 3,4% de les famílies i el 6,9% de la població estaven per davall del llindar de pobresa.

## Poblacions més properes
El següent diagrama mostra les poblacions més properes.